# Agatha xứ Sicilia
Thánh Agatha xứ Sicilia (k. 237 – 251) là một tín hữu Kitô giáo sống ở Sicilia vào thế kỷ thứ III. Cô được tôn phong là một trong các thánh vì có hành động dũng cảm không khuất phục cường quyền khi từ chối kết hôn với viên thống đốc trong vùng để giữ trinh tiết theo đức tin của mình và kết cục phải chịu nhiều hình phạt nặng nề cho đến chết.
Agatha sinh ra trong một gia đình đạo đức, có gia thế tại Sicilia. Cô đi đạo từ khi còn nhỏ và sau đó phải lòng viên thống đốc kiêm tổng trấn Quintianus. Ông đã truyền lệnh đưa Agatha về và muốn cưỡng ép cô để sau này dễ chiếm đoạt tài sản, đồng thời có ý ép cô ra khỏi đạo, nhưng cô đã kiên quyết khước từ. Sau đó, ông ra lệnh đưa Agatha đến nhà một chủ kỹ viện tên Aphrodisia với mục đích dùng người đàn bà này để thuyết phục cô. Nhưng Agatha vẫn giữ mình thanh sạch và không để tâm nghe theo những thuyết phục của bà và các con gái bà (đều là khách làng chơi). Sau một tháng không có kết quả, Agatha bị đem về cho viên thống đốc.
Viên thống đốc lại cố gắng thuyết phục nhưng khi nhận thấy Agatha nhất quyết không chịu, ông lợi dụng sắc lệnh bắt đạo của Hoàng đế Decius để bắt giam cô và đem ra tra tấn. Agatha bị lột hết áo quần, chỉ chừa lại một chiếc khố, rồi bị buộc vào cột gỗ, rứt từng mảng thịt ở cạnh sườn bằng móc sắt, dùng đuốc và diêm quẹt đốt da thịt và cuối cùng là xẻo vú bằng kìm.
Agatha qua đời tại Catania năm 251.